# 八仙

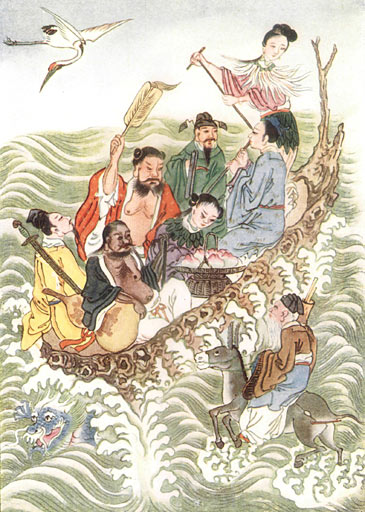
八仙絵図、船尾から右回りで何仙姑、韓湘子、藍采和、李鉄拐、呂洞賓、鍾離権、曹国舅、船外に、張果老

八仙（はっせん）は道教の仙人のなかでも代表的な存在であり、中華社会のいかなる階層の人にも受け入れられ、信仰は厚い。日本における七福神のようなもので、掛け軸や陶磁器に描かれるめでたい絵の題材になるなど様々な芸術のモチーフとなっている。

## 構成
八仙のメンバーは時代によって異なっていたが、後述する小説『八仙東遊記』成立後は、以下の八人で固定された。
- 李鉄拐（りてっかい、リーテッグァイ）または鉄拐李 (てっかいり、テッグァイリー)（賤）
- 漢鍾離（かんしょうり、ハンツォンリー）または鍾離権（しょうりけん）（富）
- 呂洞賓（りょどうひん、ロイドンピン）（男）
- 藍采和（らんさいか、ランツォイウォー）（貧）
- 韓湘子（かんしょうし、ハンシャンツー）（少）
- 何仙姑（かせんこ、ホウシングー）（女）
- 張果老（ちょうかろう、チャングォロウ）（老）
- 曹国舅（そうこっきゅう、ツォウゴッカウ）（貴）

このうちいかなる戯曲作品にも固定して登場するのは李鉄拐、漢鍾離、呂洞賓、藍采和、韓湘子で、その他は何仙姑、張果老、曹国舅以外に、張四郎（『呂洞賓鉄拐李岳』）、徐神翁（『呂洞賓三酔岳陽楼』）、風僧寿や玄壺子（『西洋記』）、劉海蟾（『列仙全伝』）などを含む場合がある。

## 象徴
八仙はそれぞれが神通力を発揮する法器を所持しており、それらは暗八仙と呼ばれて八仙を象徴するものとして図案化されている。
- 葫蘆（瓢箪） - 李鉄拐
- 芭蕉扇 - 漢鍾離
- 剣 - 呂洞賓
- 花籃（花かご） - 藍采和
- 笛 - 韓湘子
- 蓮の花 - 何仙姑
- 魚鼓（楽器の一種） - 張果老
- 玉板（玉製の板） - 曹国舅

## 八仙東遊記
八仙を題材にした小説には、戯曲『八仙過海』を元にした明の呉元泰による『八仙東遊記』がある。『東遊記』『上洞八仙伝』『八仙出処東遊記伝』とも呼ばれる。
全五十六回から成り、前半は八仙の得道伝が、後半では八仙が東海を渡る際、彼らと四海龍王との間に起こった諍いについて語られている。
ある日西王母の宴に出た八仙たちは、蜃気楼を見るために東海へと遊びに出る。だがそこで、藍采和が乗っていた玉版が東海龍王の太子に盗まれ、藍采和は捕らえられてしまう。呂洞賓は龍王と争い、藍采和を解放させたが、玉版は返されないままだった。龍王たちの行いに怒った八仙は龍宮に押しかけるが、そこで呂洞賓が東海龍王の太子たちを殺傷したため、東海龍王は軍勢を出して彼らを討とうとする。八仙がこれに応戦し、東海一帯を焼いたため、東海龍王は他の南海龍王・北海龍王・西海龍王と協力して戦い、八仙を破った。だが八仙たちが海に泰山を落としたため、龍王軍勢はまたもや敗北し、四人の龍王たちは天帝に八仙の行いを訴える。かくして天界側からは趙・温・関・馬の四大元帥が派遣され、また八仙側には斉天大聖が加勢し、騒ぎは大きくなっていく。